# ヴェネツィア湾
ヴェネツィア湾（ヴェネツィアわん、イタリア語:Golfo di Venezia、ヴェネト語:Golfo de Venesia、スロベニア語:Beneški zaliv、クロアチア語:Venecijanski zaljev）は、 アドリア海最北部にある湾である。
ポー川デルタとイストリア半島最南端を結ぶ線より北を指し、イタリア、スロベニア、クロアチアに囲まれている。

## 名称
関係の深い各言語では以下のように呼ばれる。
- イタリア語: Golfo di Venezia
- スロベニア語: Beneški zaliv
- クロアチア語: Venecijanski zaljevè

## 地理

アドリア海の水深図。ヴェネツィア湾は水深の浅い海域である

### 範囲
イタリア・ポー川デルタ (it:Delta del Po) のゴーロ岬（Punta di Goro、行政上はヴェネト州アリアーノ・ネル・ポレージネに属する） と、イストリア半島最南端にあるクロアチアのカメニャク岬 (sl:Kamenjak (polotok)) （イタリア語名: プロモントレ岬（Capo Promontore）、行政上はイストラ郡メドゥリンに属する）を結ぶ線より北を指す。

### 下位の海域
- トリエステ湾
  - ピラン湾
- グラード潟 (it:Laguna di Grado)
- マラーノ潟 (it:Laguna di Marano)
- カオルレ潟 (it:Laguna di Caorle)
- ヴェネツィア潟

### 主要な流入河川
- ポー川
- アディジェ川
- ブレンタ川
- ピアーヴェ川
- タリアメント川
- イゾンツォ川

## 沿岸
沿岸の主要な都市としては以下がある。
| イタリア - ヴェネト州 - ヴェネツィア - キオッジャ - フリウリ＝ヴェネツィア・ジュリア州 - モンファルコーネ - トリエステ | スロベニア - プリモルスカ地方 - コペル - イゾラ クロアチア - イストラ郡 - ロヴィニ - プーラ |